# Melezzo Occidentale
Il Melezzo Occidentale (Amblezz in lombardo) è un torrente che scorre nella Val Vigezzo, nella provincia del Verbano-Cusio-Ossola.

## Percorso
Si forma raccogliendo tutte le acque ad ovest di Druogno (dove si trova lo spartiacque tra la zona orientale ed occidentale della valle) e scorre verso occidente scavando l'impervia e stretta vallata che collega l'altopiano vigezzino alla Val d'Ossola. Dopo aver attraversato il comune di Masera confluisce nel Toce nei pressi di Domodossola. In soli 13 km di percorso supera un dislivello di circa 2000 metri.